# Wunderman
Wunderman Thompson es una red de agencias de publicidad, mercadeo y compañías de consultoría con oficinas en 90 países. La casa matriz se encuentra en la Ciudad de Nueva York.  Wunderman Thompson es parte del grupo WPP.

## Historia
El fundador Lester Wunderman es considerado como el creador del marketing directo de hoy en día, un término que se originó gracias a un discurso que dio en 1967 en el MIT. Abrió Wunderman, Ricotta y Klein en 1958. Entre las primeras innovaciones de la agencia están el Columbia Record Club, el 1-800, número de teléfono gratuito para las empresas (desarrollado para una campaña de Toyota) y la tarjeta de suscripción a la revista.
Una relación de largo plazo con American Express finalmente llevó al primer programa de premios al cliente, un avance para mantener los clientes fieles a una marca que desde entonces ha transformado la industria de viajes.
WRC fue adquirida por Young & Rubicam en 1973, y desde entonces ha ampliado su alcance en los campos de análisis interactivo, estratégico y de datos.
La agencia fue renombrada Impiric brevemente a finales de 1990, antes de regresar a su patrimonio y su marca como Wunderman 6 meses después.

## Hoy en día
Wunderman es la mayor red mundial de agencias de servicios de mercadeo en el mundo. Su red se compone actualmente de 15 empresas y 130 oficinas en 55 países. Las compañías son:
- Actionline
- Actis Wunderman
- Burrows Ltd.
- AGENDA
- Aqua online
- Blast Radius
- DataCore Marketing
- Designkitchen
- facts and fiction
- Fortelligent
- Futurecom
- Kassius
- KnowledgeBase Marketing
- Phantasia
- Quasar
- RTCRM
- These Days Benelux
- Wunderman Dentsu Tokyo
- ZAAZ

## Clientes
Dentro de los clientes están:
AARP, Abbott Laboratories, Astra Zeneca, ASBANC, Bayer, Burger King, Citibank, Coca Cola, Dannone, Diageo, Ford, Hewlett Packard, Jaguar Land Rover, Kraft, Lufthansa, Mazda, Nationwide, Natura, Nokia, Orange, Rogers, Shire Pharmaceuticals, Telefónica, Time Warner, Wyeth, y Xbox.
Este listado puede variar según los países.

## Premios y honores
- Cannes Lions International Advertising Festival: Directo: Gran Premio (múltiples)
- Advertising Age: clasificó como #1 en todo el mundo en Servicios de Marketing de la red y #4 Agencia Digital.